# Marcus Sorg
Marcus Sorg (Ulm, 1965. december 24. –) német labdarúgó, aki jelenleg a német U19-es labdarúgó-válogatott edzője.

## Sikerei, díjai
- Németország U19
  - U19-es labdarúgó-Európa-bajnokság: 2014